# Gathering of Developers
Gathering of Developers (także jako God Games and Gathering) – amerykański wydawca gier komputerowych z siedzibą w Dallas w Teksasie, istniejący w latach 1998–2004. W 2000 roku spółka została przejęta przez Take-Two Interactive.

## Gry wydane
- Age of Wonders
- Duke Nukem: Endangered Species
- Mafia
- Max Payne
- Oni
- Railroad Tycoon II i III
- Serious Sam
- Stronghold (pol. Twierdza)
- Tropico
- Darkstone